# ベイシス (制作プロダクション)
株式会社ベイシス（英: Basis, Ltd.）は、テレビ番組における制作、技術協力を専門とする制作プロダクション。共同テレビジョン（共テレ）の子会社。フジサンケイグループの一員でもある。
親会社である共同テレビが大きな柱としている制作陣の育成や強化などを推進するために、1990年4月2日に「共同スタッフ」を設立。
しかし、優秀な制作集団の確立と21世紀に対応したソフト制作をするために、1994年11月22日に「共同スタッフ」から現在の「ベイシス」に社名を変更し、現在に至る。
今では、共同テレビ制作のバラエティやドラマなどの制作に携わっている。なお、スタッフロールにはフジテレビ系の番組でもフジサンケイグループの目玉マークは表記されない。

## 会社概要
- 設立年月日：1990年4月2日
- 所在地：東京都中央区築地5-6-10 浜離宮パークサイドプレイス
- 資本金：2,000万円
- 株主：共同テレビジョン
- 取引銀行：みずほ銀行、三菱UFJ銀行
- 主な取引先：共同テレビジョン、フジテレビジョン

### 役員
- 代表取締役社長：早川茂（共同テレビジョン取締役）
- 取締役：港浩一（共同テレビジョン代表取締役社長・制作センター長）
- 取締役：河野圭太（共同テレビジョン取締役・第1制作部担当）
- 取締役：石井正幸（共同テレビジョン取締役・第2制作部担当）
- 取締役：西山仁紫（共同テレビジョン取締役・第3制作部担当）
- 取締役：新川力（共同テレビジョン常務取締役・技術センター長）
- 監査役：大谷庸介（共同テレビジョン常務取締役・業務センター長）

### 従業員
118名（男子・96名/女子・22名）
- プロデューサー：19名
- アシスタントプロデューサー：2名
- ディレクター：38名
- アシスタントディレクター：4名
- カメラマン：32名
- アシスタントカメラマン：7名
- フィールドエンジニア：4名
- タイムキーパー：1名
- デスク：5名
- 管理部門スタッフ：6名

## 制作番組
- 人生最高レストラン（TBSテレビ、2017年1月 - ）

## 制作協力番組
- さくら心中（東海テレビ）
- 深夜に発見！ 新shock感 ～一度おためしください～（テレビ東京）
- チコちゃんに叱られる!（NHK総合）

## 主な所属スタッフ

### プロデューサー
ドラマ
- 鈴木伸太郎
- 柳川由起子
- 森安彩
- 永井麗子
- 小山田雅和
- 後藤勝利

バラエティ
- 溝口憲司
- 澤則雄
- 吉見健士
- 今野貴之

### ディレクター
ドラマ
- 土方政人
- 木下高男
- 都築淳一
- 石川淳一
- 岩田和行

バラエティ
- 三國孝
- 前夷久志
- 吉田岳人
- 在田加代子

### カメラマン
- 平山彰
- 浅野典之
- 藤田弘二
- 徳重正司
- アドリアナヴィス
- 小松陽一
- 西上敏幸
- 山下浩
- 大津豊
- 町井由佳